# Строківська сільська рада (Переяслав-Хмельницький район)
| Строківська сільська рада — колишній орган місцевого самоврядування у Переяслав-Хмельницькому районі Київської області з адміністративним центром у с. Строкова. Сільській раді підпорядковані населені пункти: - с. Строкова |

## Склад ради
Рада складається з 14 депутатів та голови.

### Керівний склад ради
| ПІБ                   | Основні відомості                                                                     | Дата обрання | Дата звільнення |
| --------------------- | ------------------------------------------------------------------------------------- | ------------ | --------------- |
| Жук Микола Васильович | Сільський голова, 1963 року народження, освіта, член народної партії                  | 26.03.2006   | 31.10.2010      |
| Жук Микола Васильович | Сільський голова, 1963 року народження, освіта середня загальна, член Партії регіонів | 31.10.2010   |                 |

Примітка: таблиця складена за даними джерела